# Dimaskh Khwadja
Dimaskh Khwadja fou el tercer fill de l'amir Coban, principal figura dels cobànides.
El 1319/1320 fou nomenat governador de l'Azerbaidjan, l'Iraq Adjemi i l'Iraq. El 1325 va assolir el càrrec de visir.
El 1326 quan el seu pare fou enviat al Khurasan a reprimir un atac dels mongols de Txagatai, va restar a la cort per assegurar el control del poder per part de la família cobànida. Dimaskh gastava el tresor dels Il-kan de manera poc mesurada, i sembla que s'aprofitava de la seva posició per gaudir de les dones de l'harem reial o almenys tenia especials relacions amb una d'elles, antiga concubina d'Oldjeitu. La seva figura era molt impopular i a la cort hi havia un fort partit contrari; el mateix kan, Abu Said Bahadur Khan, se'n volia desfer igual que del seu pare i de tots els cobànides. El 24 d'agost de 1327 el kan Abu Said va ordenar l'execució de Dimaskh a Sultaniya i va dictar una orde per l'extermini de tota la família.
Fou el pare de Delsad Khatun, que el 1333 es va casar amb Abu Said Bahadur Khan, del que estava prenyada quan va morir (però al cap de set mesos va néixer una filla); després Delsad fou la dona d'Hasan Buzurg, el fundador de la dinastia djalayàrida.